# Shag (artiste)
Pour les articles homonymes, voir Shag.
Josh Agle (né le 31 août 1962), est un artiste américain connu surtout sous le pseudonyme de "SHAG", nom sous lequel il commença à signer ses peintures en 1987 (dérivé des deux dernières lettres de son prénom et des deux premières lettres de son nom de famille). Il est reconnu pour son style comique, ses peintures richement colorées portant sur des thèmes comme les tiki, les cocktails et la consommation, rappelant les années cinquante et soixante.